# Cẩm thạch Makrana

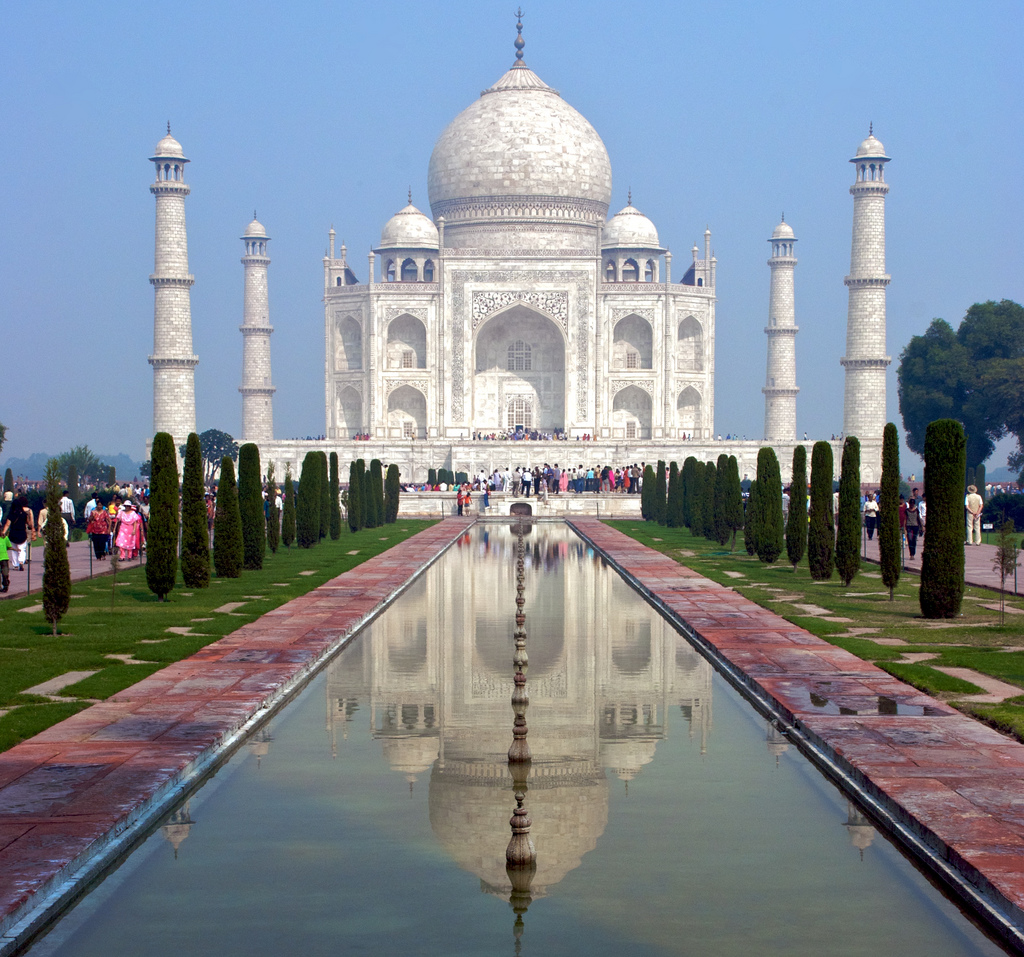
Cẩm thạch Makrana đã được sử dụng trong việc xây dựng đền Taj Mahal.

Cẩm thạch Makrana là một loại cẩm thạch trắng, phổ biến được sử dụng trong điêu khắc và trang trí cho các công trình. Nó được khai thác ở thị trấn Makrana ở Rajasthan, Ấn Độ và được sử dụng để xây dựng một số công trình mang tính biểu tượng như Taj Mahal ở Agra và đài tưởng niệm Victoria ở Kolkata. cẩm thạch Makrana được Liên đoàn Quốc tế các ngành Khoa học Địa chất liệt kê là Di sản Tài nguyên đá Thế giới

## Địa chất học
Ở thị trấn Makrana, cẩm thạch được tìm thấy như năm dải dốc đứng. Chúng tạo thành một phần của hệ tầng Ajmer của siêu nhóm Delhi, là một chuỗi các đá trầm tích được lắng đọng trong lưu vực Delhi vào liên đại Nguyên sinh. Khoảng 1450 Ma (triệu năm trước) những loại đá này đã bị ảnh hưởng bởi Delhi Orogeny, gây ra sự biến chất làm biến đổi các đá vôi ban đầu thành cẩm thạch và sự nép uốn gây ra hiện tượng dốc đứng và mô hình mỏ lộ thiên hiện tại.

## Tính chất
Makrana được coi là nơi lâu đời nhất ở Ấn Độ với một mỏ cẩm thạch. Khi khai thác, cẩm thạch Makrana không được xử lý, mà được sử dụng để cắt và đục ngay lập tức. cẩm thạch Makrana là một trong hai loại cẩm thạch canxit ở Ấn Độ, với tất cả các loại khác là dolomitic. Loại đá này được chia ra thành hai loại: trắng và albeta. Số lượng dự trữ cẩm thạch trong khu vực được ước tính là 55 triệu tấn bởi chính phủ tiểu bang. Khoảng 120 000 tấn đá cẩm thạch được sản xuất hàng năm từ hơn 400 mỏ trong khu vực.
cẩm thạch Makrana có tỷ lệ calci cao với khả năng chống thấm. Độ hấp thụ nước của cẩm thạch Makrana được cho là thấp nhất trong số các loại đá ở Ấn Độ và cẩm thạch được cho là có chứa 98% calci cacbonat và chỉ có 2% tạp chất, tính chất này của cẩm thạch Makrana giúp nó giữ nguyên tỷ lệ màu trắng trong một thời gian dài. Cũng vì nó chứa 98% calci, độ bóng của loại cẩm thạch này cũng được coi là tốt nhất. Các màu khác nhau của đá cẩm thạch Makrana là màu trắng tinh khiết, màu trắng với màu xám và màu trắng với màu hồng, tùy thuộc vào mức độ tạp chất. Các đặc tính đan xen chặt chẽ của đá cẩm thạch làm cho nó chắc, cứng và trong. Nó được cho là giữ lại độ bóng và trắng trong một thời gian dài.

## Các loại cẩm thạch Makrana
cẩm thạch Makrana được chia thành nhiều loại khác nhau theo thiết kế và kiểu dáng của nó. Sau đây là những cẩm thạch độc quyền được khai thác và sản xuất tại Makrana.
cẩm thạch trắng Makrana được sử dụng nhiều trong các tòa nhà dân cư và thương mại, nhiều đền thờ, nhà thờ Hồi giáo, nhà thờ và tượng đài, nó có thể được sử dụng cho mục đích trang trí trong nhà ở, khách sạn, văn phòng công ty và nhà hàng, điêu khắc phương Tây và Ấn Độ, thủ công mỹ nghệ.
cẩm thạch nâu Albeta là đá calcit. Nó là một cẩm thạch có màu trắng sữa và cũng có sẵn trong mãu màu xám và nâu. Đá có sẵn trong các hình thức khác nhau như khối tự nhiên, tấm lớn & nhỏ, gạch thông thường.
cẩm thạch Dungri là một trong những loại cẩm thạch dựa trên Makrana lâu đời nhất và có chất lượng tốt nhất. Đá này được sử dụng rộng rãi trong việc lát sàn, ốp tường do chất lượng đặc biệt của nó như không cần gia cố hóa học, không thay đổi màu sắc và không có lỗ pin.
Đá cẩm thạch Albeta là một trong những loại đá tốt nhất cũng như rất được khuyên dùng cho các thiết kế sàn mang lại vẻ sang trọng cho ngôi nhà. Màu sắc của đá cẩm thạch albeta makrana có màu trắng sữa với kết cấu màu nâu.

## Các di tích và công trình đáng chú ý

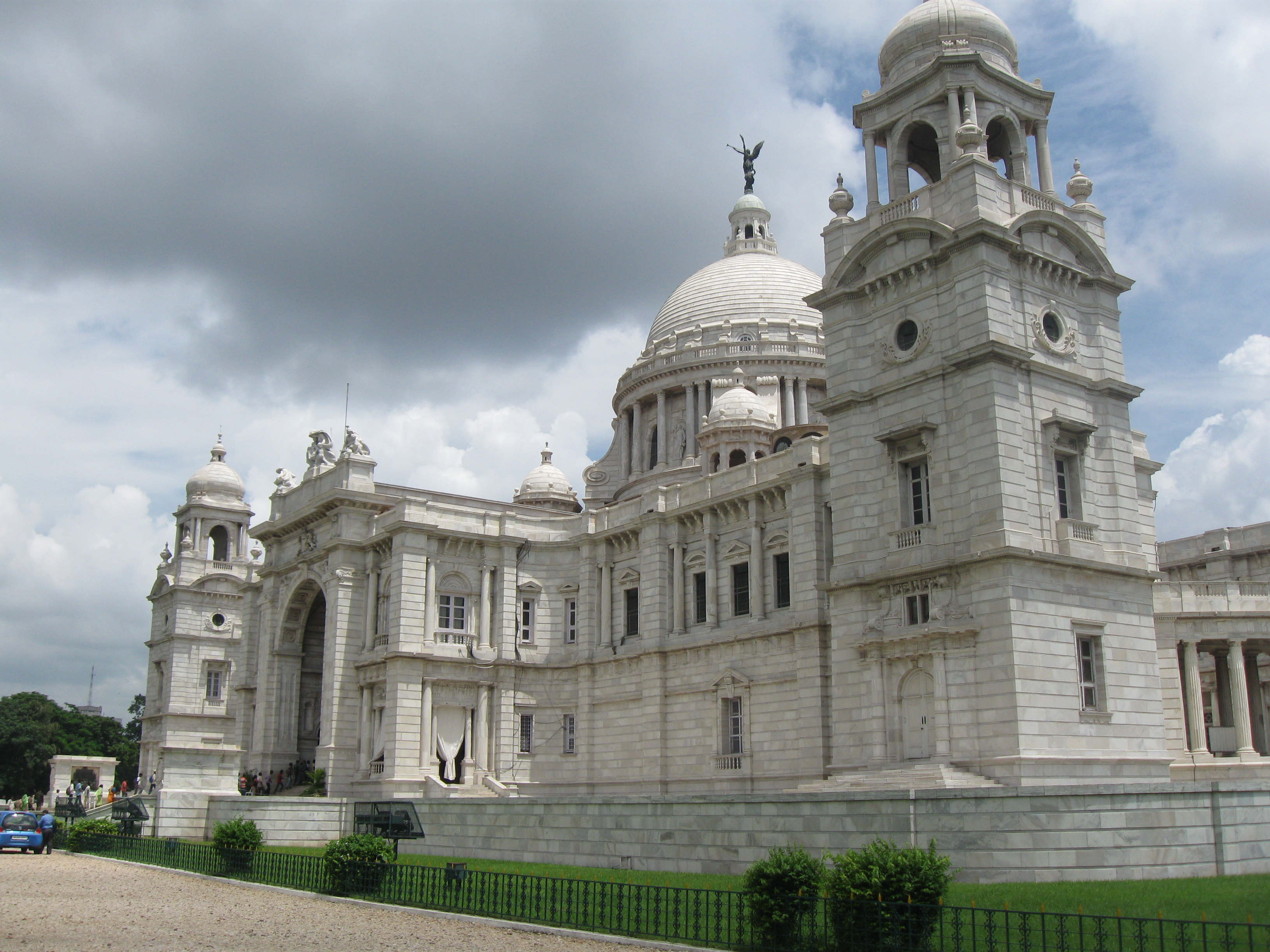
Đài tưởng niệm Victoria ở Kolkata

Các công trình/di tích nổi bật đã sử dụng đá cẩm thạch Makrana trong công trình của họ là:
- Taj Mahal, Agra, Ấn Độ[8][9]
- Đài tưởng niệm Victoria, Kolkata, Ấn Độ[10] - cẩm thạch Makrana được chọn trên nhiều loại đá châu Âu khác trong việc xây dựng Đài tưởng niệm Victoria, sau nhiều thử nghiệm cho kết quả rằng cẩm thạch Makrana có chất lượng tốt hơn. Ngài Thomas Henry Holland, một nhà địa chất người Anh, đã được tín nhiệm vì đã đề nghị sử dụng cẩm thạch Makrana trong việc xây dựng Đài tưởng niệm Victoria.[11]
- Nhà thờ Hồi giáo Sheikh Zayed, Abu Dhabi, UAE[12][13]
- Moti Masjid, Lahore, Pakistan[14][15]
- Dukhnivaran Sahib Gurdwara, Ludhiana, Ấn Độ[16]

## Sử dụng và xuất khẩu
cẩm thạch từ Makrana được xuất khẩu ra nước ngoài chủ yếu đến các nước vùng Vịnh Ba Tư, Liên minh châu Âu, Đông Nam Á, Canada, Pakistan và Nga. Ở Ấn Độ, nó chủ yếu được sử dụng cho các công việc thủ công và điêu khắc, ngoài việc xây dựng các công trình. cẩm thạch Makrana đã được đăng ký trạng thái chỉ dẫn địa lý vào năm 2015 bởi Cơ quan đăng ký chỉ dẫn địa lý, Chennai.